# اوتام کومار بانیک
اوتام کومار بانیک (بنگالی: উত্তম কুমার বণিক؛ زادهٔ ۱۲ آوریل ۱۹۹۱) بازیکن فوتبال اهل بنگلادش است.
از باشگاه‌هایی که در آن بازی کرده است می‌توان به باشگاه فوتبال شیخ راسل اشاره کرد.
وی همچنین در تیم‌های ملی فوتبال زیر ۲۳ سال بنگلادش و بنگلادش بازی کرده است.